# Levécourt
 Levécourt  es una población y comuna francesa, en la región de Champaña-Ardenas, departamento de Alto Marne, en el distrito de Chaumont y cantón de Bourmont.

## Demografía
| 186 | 177 | 155 | 131 | 130 | 107 |
| Para los censos de 1962 a 1999 la población legal corresponde a la población sin duplicidades (Fuente: INSEE [Consultar]) |     |     |     |     |     |